# Schlacht von Kynossema
Sybota – Potidaia – Spartolos – Stratos – Naupaktos – Plataiai – Olpai – Tanagra – Pylos – Sphakteria – Korinth – Megara – Delion – Amphipolis – Mantineia – Melos – Syrakus – Milet – Syme – Eretria – Kynossema – Abydos – Kyzikos – Ephesos – Chalkedon – Byzanz – Andros – Notion – Mytilene  – Arginusen – Aigospotamoi
Die Schlacht von Kynossema war eine Seeschlacht während des Peloponnesischen Krieges, die im Jahr 411 v. Chr. zwischen Athen und Sparta ausgetragen wurde.

## Verlauf
Die peloponnesische Flotte unter Mindaros hielt sich zunächst in Milet auf, wo sie die Verstärkung durch die verbündete phönizische Flotte erwartete (die allerdings durch die Athener unter Alkibiades aufgehalten wurde). Mit 73 Schiffen entschloss sich Mindaros dann nach Chios zu segeln. Die athenische Flotte unter Thrasyllos näherte sich mit 55 Schiffen von Samos, es schlossen sich 5 Schiffe unter Thrasybulos und 7 weitere verbündete Schiffe an. Unterdessen verließ Mindaros Chios, wo er seine Flotte mit Schiffen aus Abydos verstärken konnte, sodass er nun 86 Schiffe zur Verfügung hatte. Ihm gelang es, 18 athenische Schiffe zu besiegen, die von Sestos gekommen waren. Die übrige athenische Flotte, die jetzt 76 Schiffe umfasste, wandte sich in Richtung Hellespont. Dort stellten sich die peloponnesischen Schiffe in Kampfformation auf, wobei die spartanischen Schiffe am linken, und die verbündeten syrakusischen am rechten Flügel postiert waren. Bei der athenischen Flotte befehligte Thrasyllos den rechten und Thrasybulos den linken Flügel. Vor dem Vorgebirge von Kynossema (am europäischen Ufer des Hellespont gelegen) kam es dann zur Schlacht.
Ein Teil der Flotte der Peloponnesier drohte bald den rechten Flügel der Athener zu überholen und somit in die Zange zu nehmen, so dass die athenischen Schiffe begannen die Kampflinie auszudehnen. Dies hatte eine Schwächung des Zentrums zur Folge. Den Spartanern gelang in der Mitte der athenischen Linien der Durchbruch. Die Spartaner waren sich des Sieges sicher, doch Thrasybulos ließ seine Flotte neu formieren und besiegte die eingedrungenen Schiffe. Die übrigen Spartaner zogen sich zurück, ihnen folgten die verbündeten Schiffe der Syrakuser. Die Athener verloren 15 Schiffe und die gegnerische Flotte entkam nach Abydos. Diese Schlacht wurde als Sieg der athenischen Flotte gewertet, da sie 21 Schiffe des Gegners erbeutet hatten.
Dieser Sieg hatte zur Folge, dass die kurz zuvor in Athen installierte Oligarchie gestürzt und die Demokratie wiederhergestellt wurde.
Nach der byzantinischen Suda soll in der Seeschlacht von Kynossema der attische Komödiendichter Eupolis ertrunken sein.